# エロティック・アート

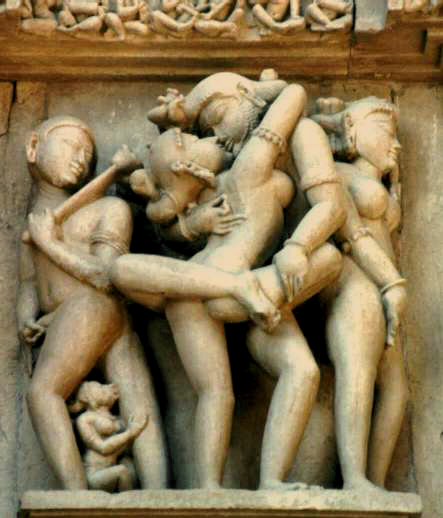
ミトゥナ

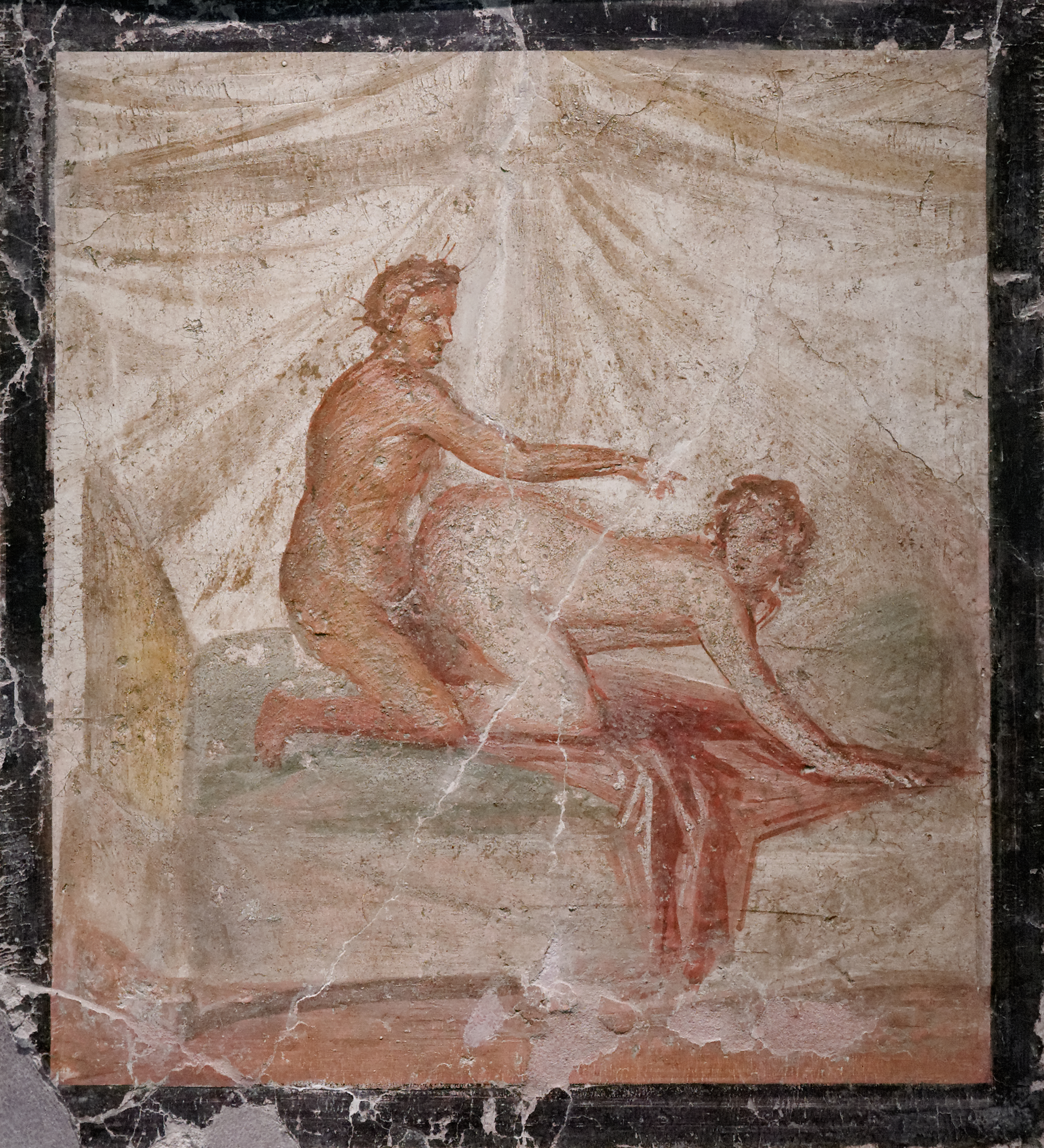
ポンペイとヘルクラネウムのエロティック・アート（ナポリ国立考古学博物館蔵）

エロティック・アート（Erotic art）は、性的な芸術作品。絵、彫刻、写真などが含まれる。西洋においてはトマス・ローランドソンやペーター・フェンディの絵画作品が有名。インドではカジュラーホーに位置するミトゥナ像が代表的なエロティック・アートである。